# Berry Johnston
Berry Johnston (Bethany, 1935) è un giocatore di poker statunitense, campione del mondo nel 1986.

## Carriera
Oltre al successo nel "main event" delle World Series of Poker 1986, Johnston può vantare altri quattro braccialetti delle WSOP ed un totale di 60 piazzamenti a premi WSOP.
Johnston vinse nel 1986, ma già quattro anni prima aveva chiuso al terzo posto; nel 1990 si classificò quinto. In totale ha ottenuto 10 piazzamenti a premi nel "Main Event" delle WSOP: nessuno ha fatto meglio di lui nella storia.
Nel 2004 è stato ammesso nella Poker Hall of Fame.

## Braccialetti delle WSOP
| Edizione | Torneo                   | Premio   |
| -------- | ------------------------ | -------- |
| 1983     | $ 2.500 No Limit Hold'em | 40000 $  |
| 1986     | $ 10.000 Main Event      | 570000 $ |
| 1990     | $ 2.500 Limit Hold'em    | 254000 $ |
| 1995     | $ 1.500 Limit Omaha      | 91200 $  |
| 2001     | $ 1.500 Razz             | 83810 $  |